# Парламентські вибори в Естонії (1940)

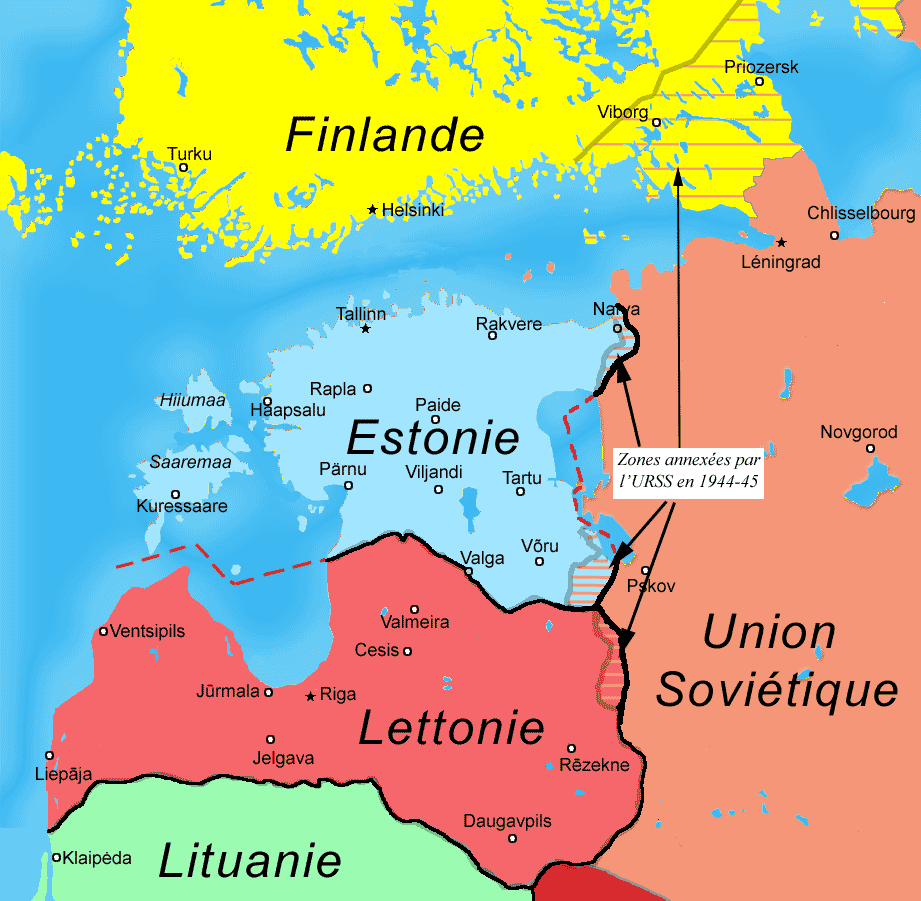
Країни Балтії в 1940-х роках

Парламентські вибори в Естонії 1940 року відбулися 14 і 15 липня. Це були перші фіктивні комуністичні вибори в Естонії після радянської окупації в червні 1940 року.

## Радянська окупація
Естонська Республіка була незалежною з лютого 1918 року. У Тартуському мирному договорі від 2 ст У лютому 1920 року Радянський Союз визнав незалежність Естонії «назавжди». У 1921 році Естонія приєдналася до Ліги Націй.
У секретному додатковому протоколі до німецько-радянського пакту про ненапад («Пакт Гітлера-Сталіна») від 23. 1 серпня 1939 року нацистська Німеччина і Радянський Союз поділили Східну Європу на сфери інтересів. Серед іншого, Естонія, Латвія, Фінляндія, а пізніше також Литва потрапили до сфери інтересів Радянського Союзу.
Під загрозою застосування військової сили восени 1939 року, після радянського вторгнення в Польщу, уряди Естонії, Латвії та Литви погодилися на розміщення військ Червоної Армії в їхніх країнах. Розміщення військ спочатку було обмежено певними базами. Чисельність радянських військ в Естонії була обмежена 25 тис. осіб. Збройні сили Естонії на той час мали 15-тисячну армію.
Республіка Фінляндія, яка не бажала піддаватися тиску Москви щодо розміщення радянських військ і поступитися територією, зазнала військового вторгнення Радянського Союзу в листопаді 1939 року. Почалася фінсько-радянська зимова війна.
Незважаючи на війська Червоної армії, розташовані в Естонії, Радянський Союз переважно залишався осторонь внутрішньої політики Естонії до середини 1940-х років. Однак 17 червня 1940 року, після ультиматуму естонського уряду напередодні, Червона армія захопила владу на всій території Естонії. Ще більше радянських військ перетнули кордон із Радянським Союзом. Збройні сили Естонії були роззброєні. У червні в Естонії перебувало понад 100 тис. радянських солдатів. Як емісар Сталіна, його довірена особа Андрій Жданов перебрав фактичну владу в країні. Прем'єр-міністр Естонії Юрі Улуотс оголосив про це 16 червня 1940 року і подав у відставку.
Це скріпило радянську окупацію Естонії та кінець незалежності Естонії. Новим радянським правителям тепер було важливо надати зміні влади «демократичного» відтінку.

## Радянське захоплення

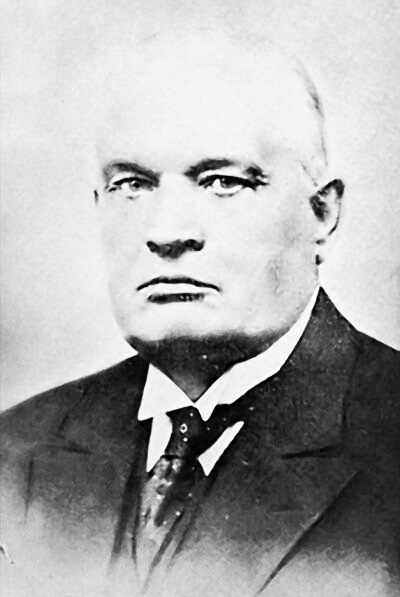
Костянтин Пятс, президент Естонської Республіки до 1940 року

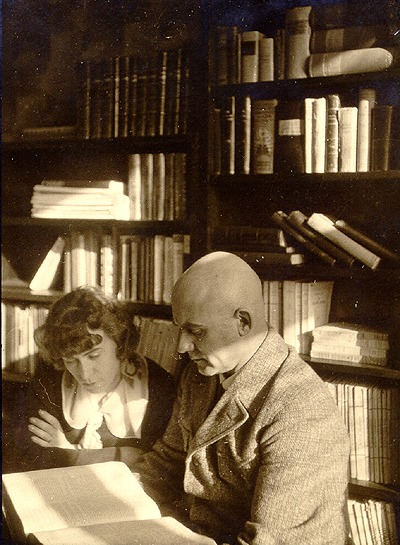
Йоганнес Варес, який 21 червня 1940 року був призначений прем'єр-міністром радянського маріонеткового уряду разом зі своєю дружиною Емілі

21 числа 1 червня 1940 року радянська окупаційна влада влаштувала демонстрації в Таллінні та одинадцяти інших містах з вимогою відставки уряду Естонії та «поліпшення умов життя».
Того ж дня президент Естонії Костянтин Пятс, який правив Естонією авторитарно за допомогою військових після безкровного державного перевороту 1934 року, під тиском Москви призначив прем'єр-міністром естонського письменника Йоганнеса Вареса, що зібрав лівий промосковський маріонетковий уряд з інтелігенції та представників робітничого руху.
Новий уряд вступив на посаду, коли президент Пятс склав присягу 22 червня 1940 р. До неї (поки що) не входили жодні члени раніше забороненої Комуністичної партії Естонії. Однак більшість його членів були людьми, принципово відкритими комунізму. Нова влада не відігравала самостійної ролі. Вона залишилася лише одержувачкою вказівок Жданова.

## Розпуск парламенту
На засіданні уряду 5 У липні 1940 року за вказівкою Жданова президент Пятс розпустив дві палати парламенту Естонії (RT 1940, 60, 565). Того ж дня уряд під керівництвом Йоганнеса Вареса оголосив дострокові вибори до першої палати, Національних зборів (Riigivolikogu), востаннє обраних в лютому 1938 року (RT 1940, 60, 566). Парламентські вибори мали відбутися 14 і 15 червня 1940 р.
Водночас уряд ухвалив зміни до попереднього закону про вибори. Кожен кандидат мав надати не менше 50 підписів своєї підтримки. Кінцевий термін подання кандидатур — 10 липня 1940 визнач. Таким чином, кандидати залишали лише чотири дні для балотування.
Датою 9 липня уряд встановив ще одну перешкоду, щоб не допустити незалежних кандидатів. Набув чинності розпорядження, за яким всі кандидати повинні подати владі письмову передвиборчу програму 14:00 10 липня 1940 р.(RT 1940, 64, 992).
Водночас радянська влада взяла під свій контроль виборчі органи. Державна виборча комісія (ДВК), а також виборчі комісії в округах і на виборчих дільницях були укомплектовані людьми, яким довіряли нові комуністичні правителі.

## Визначення кандидатів
Ще до 1940 року вся Естонія була поділена на вісімдесят виборчих округів. У кожному виборчому окрузі застосовувалася система відносної більшості.
80 представників комуністів балотувалися у новоствореному 6 липня виборчому блоку «Естонський союз трудящих» (Eesti Töötava Rahva Liit — ERTL).
Незалежні та національно орієнтовані незалежні кандидати — координовані передусім колишнім прем'єр-міністром Естонії Яаном Тиніссоном — намагалися балотуватися на виборах. Проте кандидати, які не належали до «Союзу трудящих», не мали шансів бути допущеними до виборів. Вони зустріли шалений опір нової влади.
З початкових конкурентів (серед них відомі політики-демократи, такі як Яан Тиніссон, Александр Рей, Антс Пійп, Генріх Марк, Йоган Пітка, Мігкель Рюк, Август Лепс і Оскар Кестер) шістнадцять «добровільно» відмовилися від своєї кандидатури, одного було заарештовано та 58 іншим з різних причин було відмовлено у праві балотуватися. Головною причиною було те, що вони були «ворогами народу». Також свавільно не визнавалися передбачені законом передвиборчі програми кандидатів.
Зміг бути обраним лише один незалежний кандидат, Юрі-Раюр Лійвак (1912—2000). Однак проти нього почалася наклепницька кампанія зі звинуваченнями у злочинній діяльності. Як і очікувалося, він зазнав поразки на виборах від свого лівого суперника, який отримав 100 % дійсних голосів. У січні 1941 року радянська влада ув'язненила Лійвака.

## Керовані вибори
Вибори проходили під наглядом Червоної Армії. Загалом у вісімдесяти округах було створено 1350 виборчих дільниць. Обраним вважався кандидат, який отримав відносну більшість голосів у своєму окрузі.
На самих виборах виборців масово залякували, а результати були сфальсифіковані.
Вибори відбулися всупереч положенням Виборчого кодексу Естонії. Відповідно до закону, у 79 виборчих округах, де балотувався лише один кандидат, вибори не мали відбуватися — кандидат був би обраний автоматично. Однак таке правове регулювання не вписувалося в концепцію радянських можновладців, які через фіктивні вибори хотіли створити «демократичну» легітимність.

## Офіційний результат виборів
Результати парламентських виборів, які були прийнятні для нової влади, були оголошені 17 червня. Офіційно оголошений у липні 1940 року. За ним, явка на 703 тис. зареєстрованих виборців склала 84,1 відсотка (591 тис. 30 поданих голосів). З них 92,9 відсотка (548 631 голос) проголосували за комуністичну виборчу платформу «Союз трудового народу».
Таким чином було обрано всіх 80 кандидатів-комуністів. 7,2 відсотка голосів (42 399) визналися недійсними. Єдиний незалежний кандидат, допущений до виборів, за офіційним остаточним результатом не отримав жодного голосу.

## Новий парламент

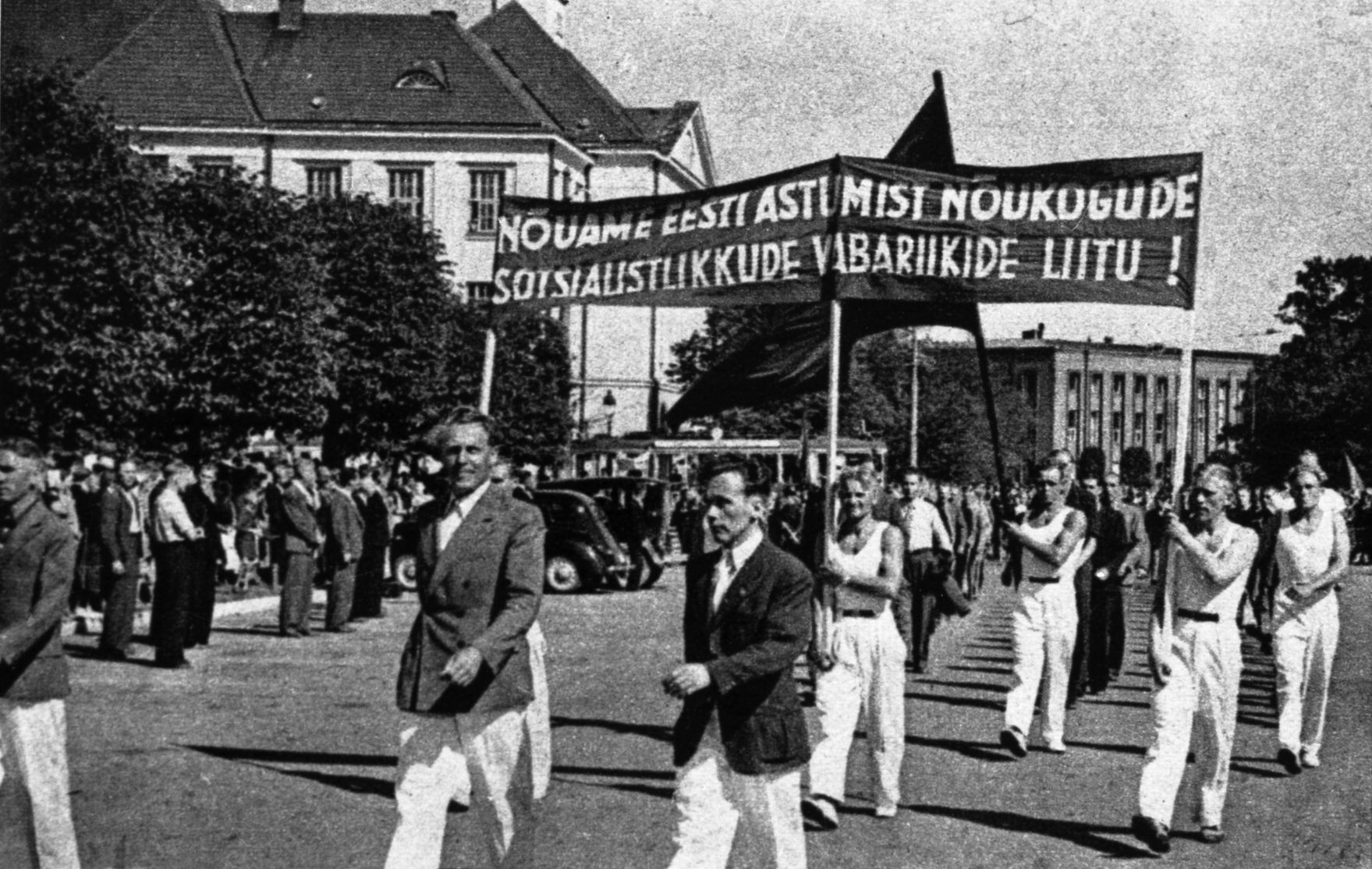
Таллінн, 17 липня 1940: Після парламентських виборів спортсмени «спонтанно» вимагають приєднання Естонії до Радянського Союзу

Новообрані депутати-комуністи сформували новий парламент. Це сталося з 21 на 23 липня 1940 року. Відповідно до закону термін його повноважень становив п'ять років.
Друга палата парламенту, Riiginõukogu, не була переобрана і була скасована першою палатою.
21 числа У липні 1940 року парламент одноголосно перейменував Естонську Республіку на Естонську Радянську Соціалістичну Республіку (RT 1940, 74, 733). 6 серпня 1940 р. вона увійшла до складу Радянського Союзу як союзна республіка.
Наступним кроком було усунення президента Пятс, якого наприкінці липня разом із родиною було депортовано в глиб Росії. Пятс залишався ув'язненим у радянських божевільнях до кінця свого життя в 1956 році.
Згодом парламент провів земельну реформу в радянському стилі та націоналізував великі корпорації та фінансові установи.
Парламент приступив до розробки нової конституції Естонії за радянським зразком, яка була прийнята 25 серпня 1940 р. Новий парламент оголосив положення про внесення змін до конституції, передбачені конституцією 1938 р., яка була ще формально чинною, такими, що не застосовуються. Нова конституція Естонії була схвалена ЦК КПРС трьома днями раніше.
25 серпня 1940 р. Національні збори (Riigivolikogu) назвали себе «Тимчасовою Верховною Радою Естонської Радянської Соціалістичної Республіки». З 7 квітня 1941 року парламент став називатися Верховною Радою Естонської Радянської Соціалістичної Республіки.
З 21 липня до 25 серпня 1940 року комуніст Арнольд Веймер обійняв посаду спікера парламенту. Його наступником став Вольдемар Сассі, який обіймав цю посаду до липня 1941 року.